# Alfred Renz

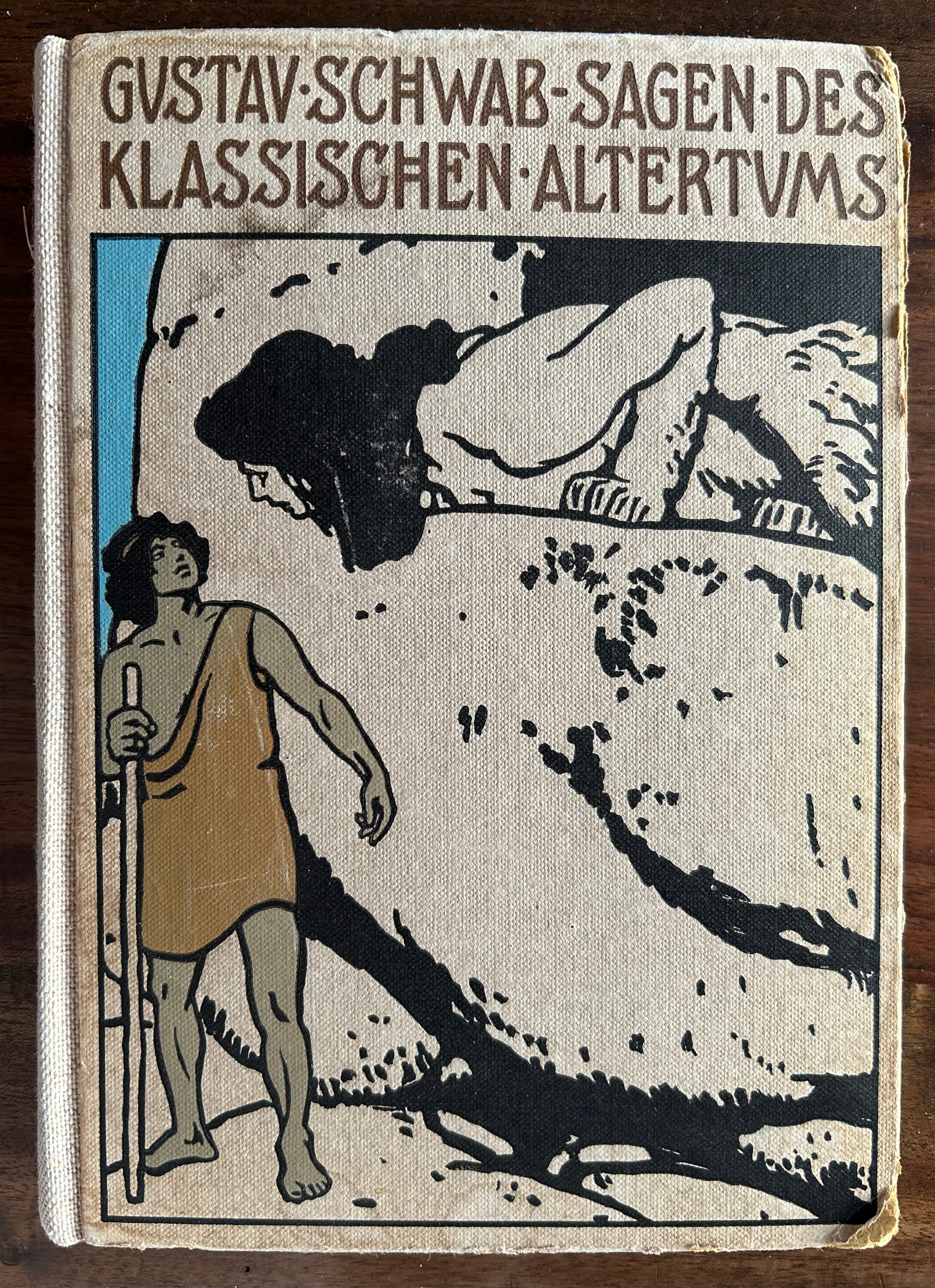
Titelbild zu Gustav Schwab,
Die schönsten Sagen des klassischen Altertums

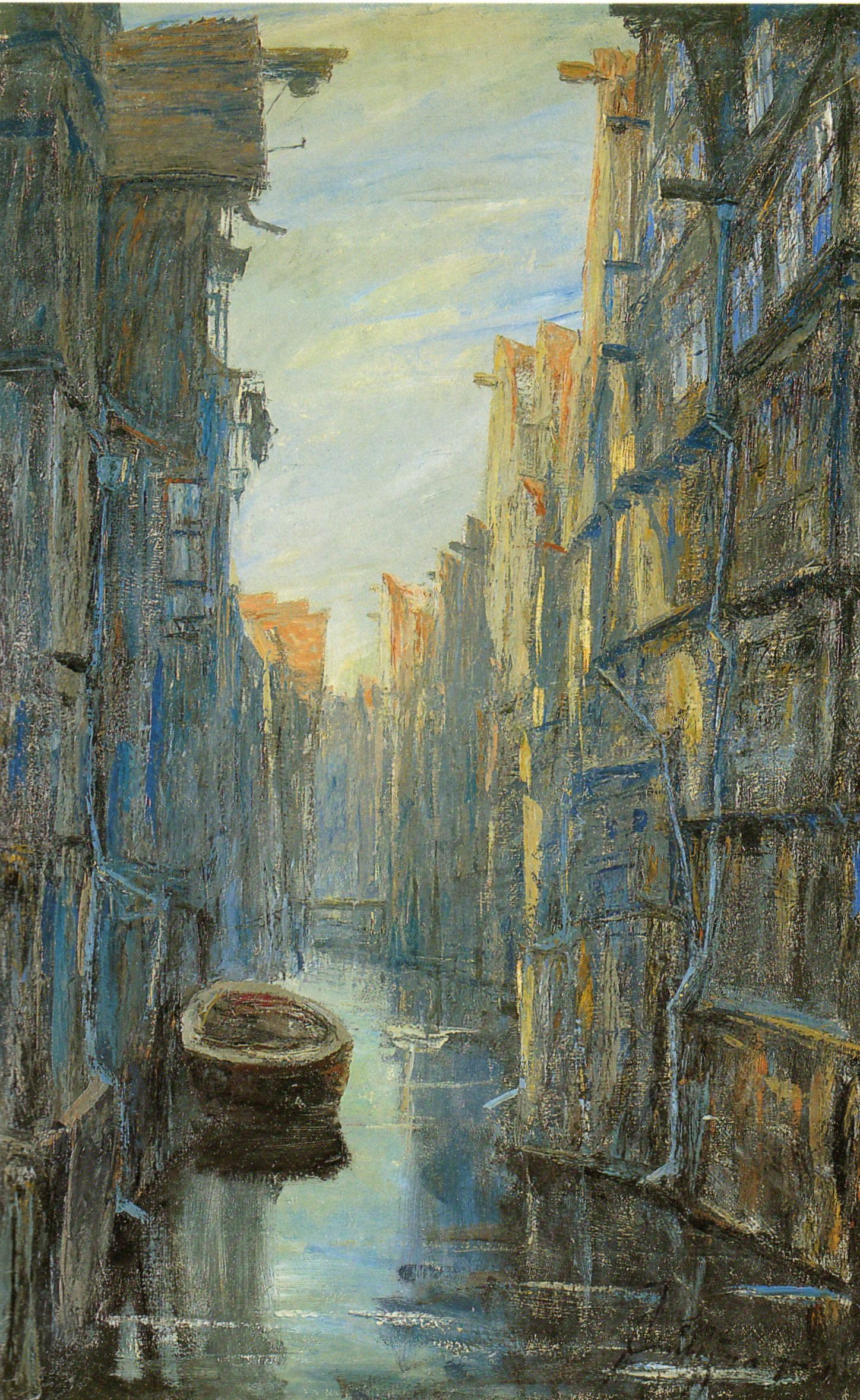
Hamburger Fleet

Alfred Renz (* 15. Juli 1877 in Saulgau; † 29. September 1930 in Stuttgart) war ein deutscher Maler und Illustrator.

## Leben
Renz erlernte und praktizierte zunächst den Beruf eines Dekorationsmalers. Um 1904/1908 absolvierte er darauf aufbauend in Stuttgart ein Studium an der Kunstgewerbeschule und an der Kunstakademie. Er war ein Schüler von Robert von Haug und Christian Landenberger. Für seine Studienleistung wurde er mit einer Goldmedaille ausgezeichnet. Er selbst lehrte bis 1922 an der Kunstgewerbeschule in Stuttgart. Zu seinen Schülern gehörten Erich Zeyer und Walter Strich-Chapell sowie sein 1908 geborener Sohn Walter Renz. Er betätigte sich auch als Buch-Illustrator. Als freier Künstler begab er sich auf längere Malreisen durch Deutschland – mit dem Schwerpunkt Hamburg –, Holland und Italien.
Er entwickelte schon früh eine besonders flüssige Tempera-Maltechnik, die eine lebendige Darstellung von bewegten Straßenszenen erlaubte. Auch seine Ölbilder nehmen diesen spontanen Mal-Duktus auf. Neben der Malerei von Landschaften waren insbesondere Straßen- und Hafenbilder die Schwerpunkte seines Schaffens. Bei seinen ausgedehnten Malreisen nach Hamburg und Rotterdam entstanden zahlreiche Tempera-Bilder, die ihm später im Atelier als Vorlage zu großformatigen Ölbildern dienten: So entstanden Gemälde u. a. in der Werft von Blohm und Voss, in der Vulkanwerft, im Hamburger Hafen mit Hochbahn, und des Schiffes Cap Pololonio, dem damals größten Schiff der deutschen Handelsflotte. Diese Bilder erfassen das sehr beeindruckende Geschehen und die Atmosphäre in zwei Hochseehäfen.
1925 gründete Alfred Renz zusammen mit seinem Sohn Erich Renz das Familienunternehmen Renz Bilderrahmen in Stuttgart. Die Firma war u. a. für namhafte  Kunsthäuser  wie Ketterer und Schaller tätig und bestand bis 2017.

## Ausstellungen
- 1927 Beteiligung an der Jubiläumsausstellung  des Württembergischen Kunstvereins, Stuttgart[3]
- 1990 Ausstellung Alfred Renz, Städtische Galerie Saulgau[4]
- 1990/91 Ausstellungsbeteiligung Bilder aus Italien vom 17. bis 20. Jahrhundert, Städtische Galerie Saulgau

## Buchillustrationen
- Homers Odyssee nach der deutschen Übersetzung des Johann Heinrich Voss neu bearbeitet von J[akob] Bass. Mit 12 Radierungen und 20 Textbildern von Alfred Renz, Loewe, Stuttgart 1913
- Nürnberg. Seine malerisch-architektonische Erscheinung und sein farbiger Wert in zehn Bildern von Alfred Renz. Geleitwort von Max Diez (Renz-Mappe Städtebilder), Stuttgarter Kunstverlag, Stuttgart 1900
- Gustav Schwab, Die schönsten Sagen des klassischen Altertums. Nach seinen Dichtern und Erzählern. Herausgegeben von Jakob Baß. Mit fünf farbigen Vollbildern und 50 Textbildern von Alfred Renz, Levy & Müller, Stuttgart 1911

Bilder aus Die schönsten Sagen des klassischen Altertums
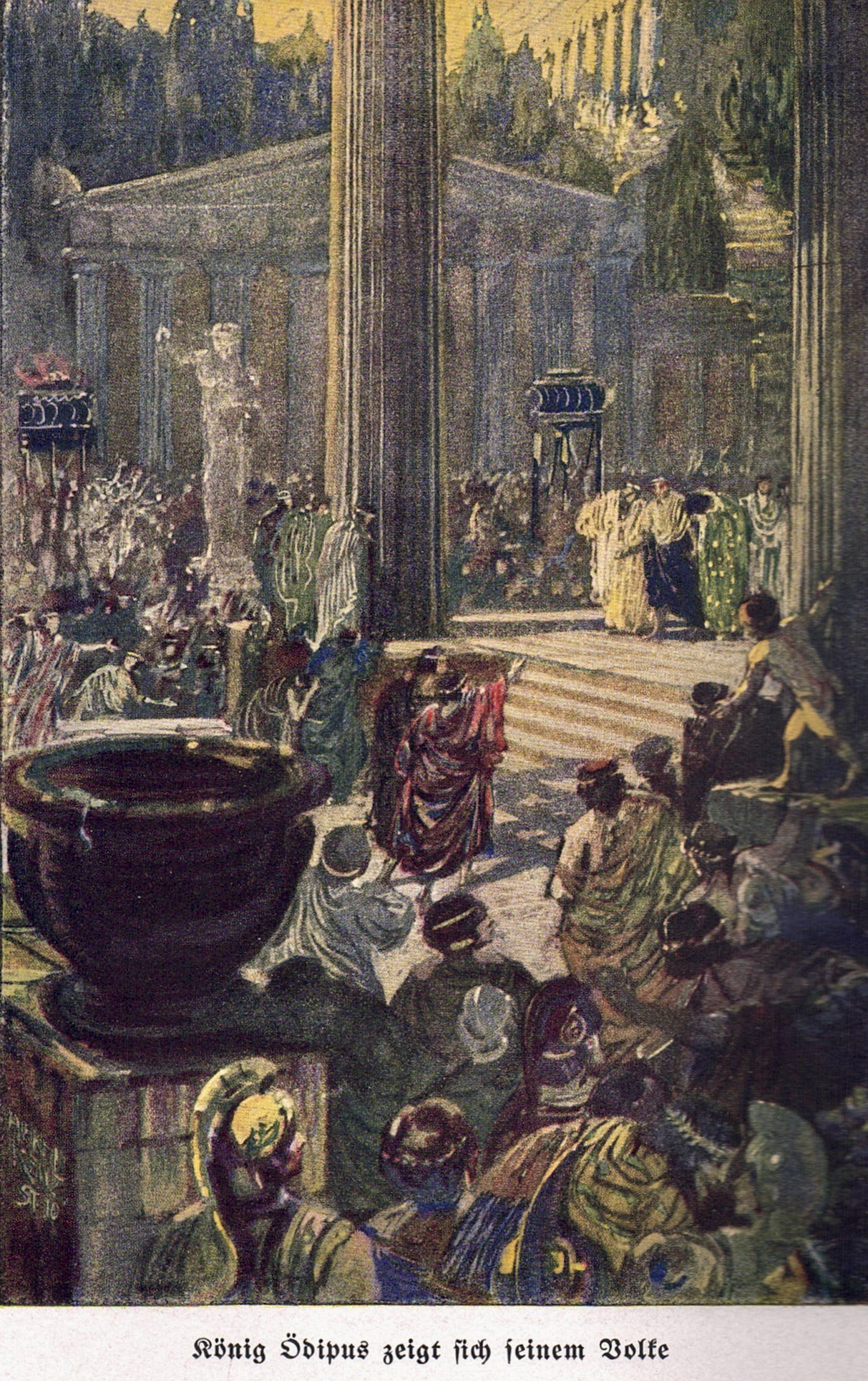
Oedipus zeigt sich dem Volk
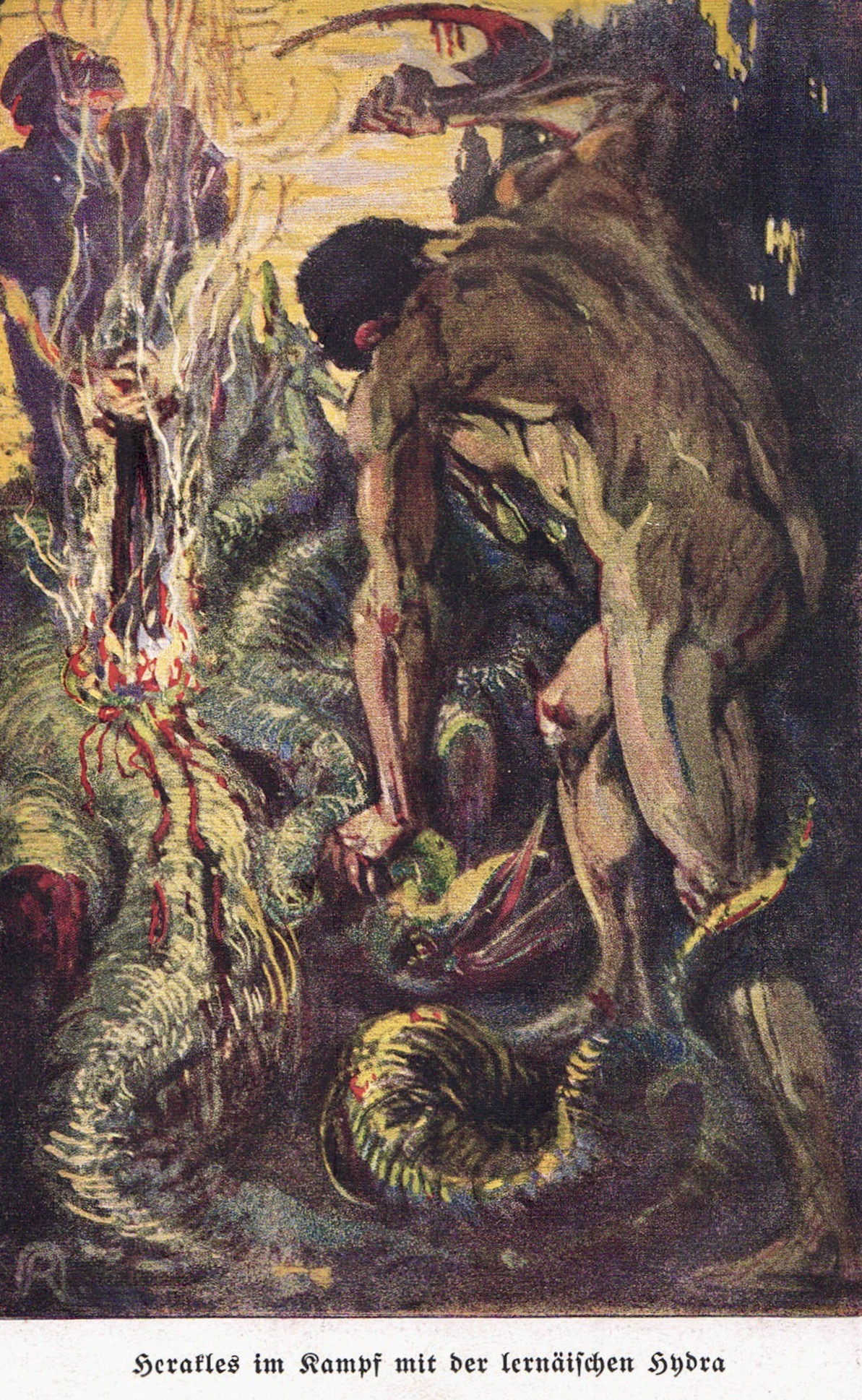
Herakles im Kampf mit der Hydra
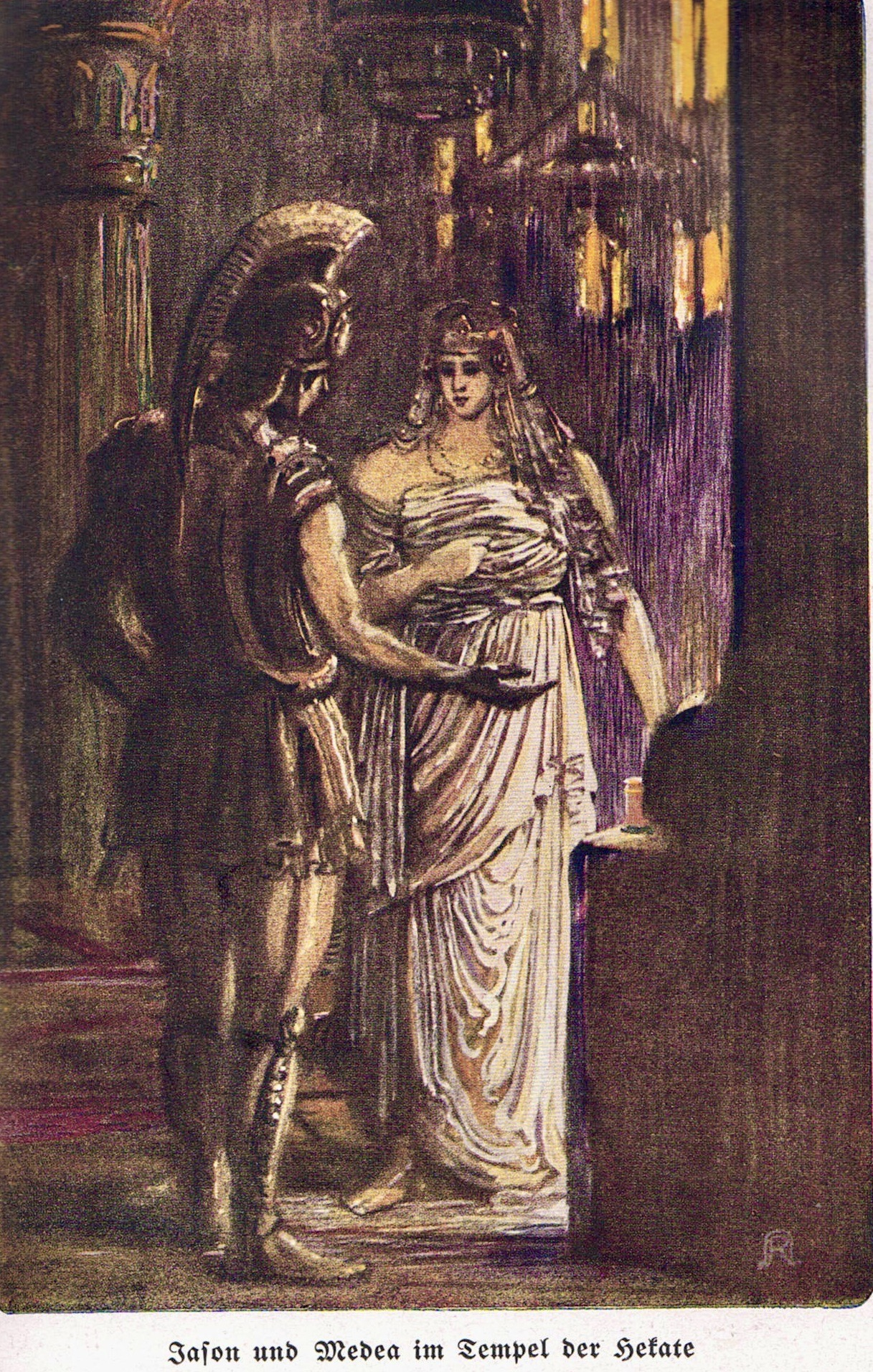
Herakles und Medea im Tempel der Hekate
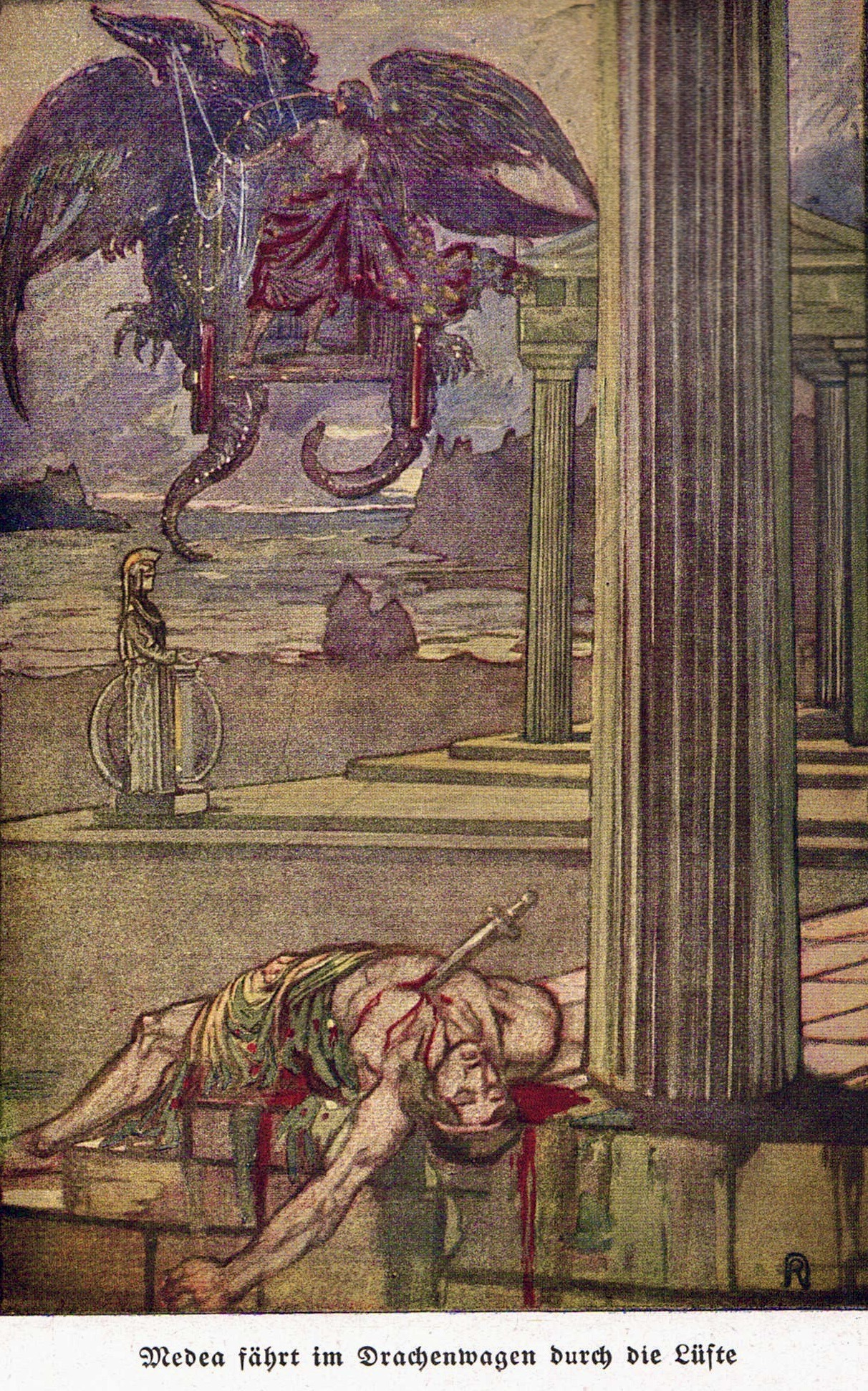
Medea fährt im Drachenwagen
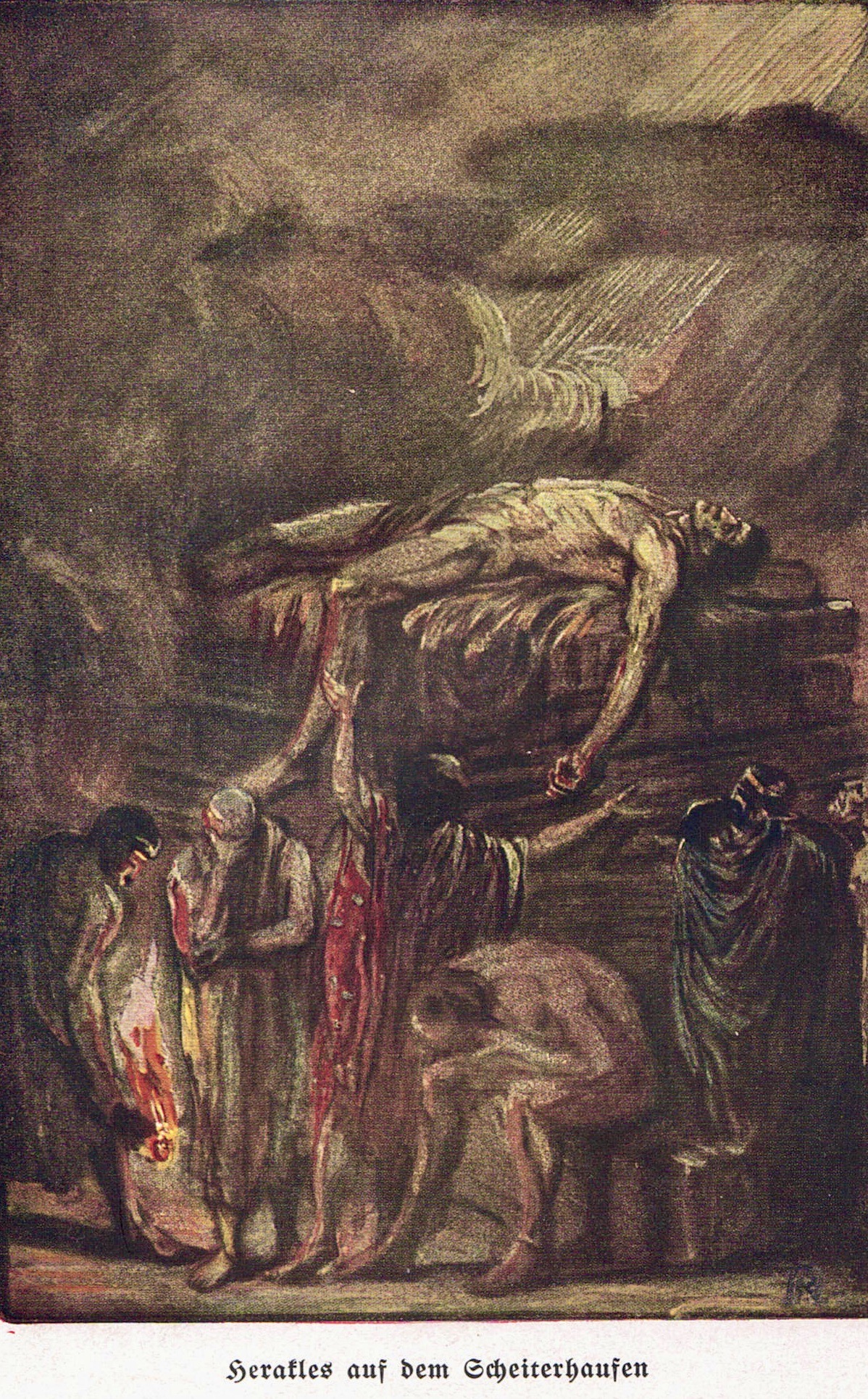
Herakles auf dem Scheiterhaufen